# Insaniquarium
Insaniquarium — видеоигра-симулятор виртуальных домашних животных 2001 года, разработанная компанией Flying Bear Entertainment и изданная PopCap Games. До участия PopCap Games игра была веб-игрой на Java, выпущенной в 2001 году. В 2004 году PopCap Games сделала игру доступной для персональных компьютеров, а в 2006 и 2008 годах она была перенесена на мобильные устройства компаниями Glu Mobile и Astraware соответственно. В Insaniquarium игроку предстоит содержать аквариум, полный рыб, и защищать его от нападения инопланетян.
Insaniquarium была в основном разработана Джорджем Фаном с помощью его компании Flying Bear Entertainment. Его главным намерением было участие игры в Independent Games Festival. Узнав, что игра вошла в число финалистов, Фан объединился с PopCap Games, чтобы выпустить игру для скачивания. Игра имела успех, получила одобрение критиков за быстрый игровой процесс, и по состоянию на апрель 2006 года была скачана 20 миллионов раз.

## Игровой процесс
Insaniquarium — симулятор виртуальных питомцев с элементами экшена, стратегии и головоломки. В игре игрок должен управлять аквариумом с гуппи и другими водными существами, и каждый этап начинается с двух гуппи в аквариуме. Гуппи и другие рыбы роняют монеты, которые игрок может собирать и использовать для покупки корма для рыб и улучшений, таких как увеличение количества водных существ, корм, который позволяет рыбам оставаться сытыми в течение более длительного периода времени, и лазеры для отражения нападений. Монеты исчезают, если они достигают дна аквариума. Каждое существо необходимо поддерживать в живом состоянии путём кормления. Способ кормления зависит от вида рыб. Например, гуппи едят корм для рыб, покупаемый игроком, а хищники едят маленьких гуппи. Помимо кормления рыбок, игрок должен защищать их от пришельцев, которые периодически проникают в аквариум и пытаются их съесть. Чтобы победить пришельцев, нужно несколько раз щёлкнуть по ним курсором мыши.
В Insaniquarium можно играть в четырёх режимах: «приключение», «испытание временем», «испытание» и «виртуальный аквариум». В режиме приключения игрок проходит через четыре аквариума, каждый из которых имеет пять уровней. На каждом уровне игрок должен заработать достаточно денег, чтобы купить три яйца для перехода на следующий уровень. Во время первого прохождения режима «приключение» игрок в конце каждого уровня получает нового питомца из яйца. В режиме «приключение» можно получить 28 питомцев, но на каждом уровне игрок должен выбрать трёх питомцев. Каждый питомец может помогать игроку во время игры. Присутствуют бонусные раунды, в которых игрок может собирать ракушки, которые можно потратить на размещение рыбок в «виртуальном аквариуме».
После прохождения аквариума в режиме «приключение» он будет разблокирован в режиме «испытание временем». В режиме «испытание временем» игрок должен завершить первый аквариум за пять минут, а три последующих — за десять минут каждый. Цель каждого уровня — собрать как можно больше денег до истечения времени. Режим испытаний открывается после завершения режима приключений, и в нём есть четыре уровня, которые открываются последовательно. Игроку предстоит сражаться со все более сложными волнами пришельцев, одновременно заботясь о рыбах и открывая части яйца. В обоих режимах игрок получает ракушки. Виртуальный аквариум — личный аквариум игрока, в котором содержатся его рыбки. Аквариум можно использовать в качестве заставки.

## Критика
| Иноязычные издания | Иноязычные издания |
| Издание            | Оценка             |
| ------------------ | ------------------ |
| GameSpot           | 6,9/10             |
| IGN                | Mobile: 8,3/10     |
| Gamezebo           | [ 3 ]              |
| PCMag              | PDA:               |
| Pocket Gamer       | Mobile:            |

Insaniquarium имела успех. IGN сообщил в декабре 2005 года, что Insaniquarium Deluxe достигла более 18 миллионов загрузок на персональных компьютерах. В апреле 2006 года Pocket Gamer сообщил о 20 миллионах загрузок.
Insaniquarium также получила положительные оценки критиков. Джей Бибби из Jay is Games назвал Insaniquarium «милой, странной и затягивающей». Кэрол Мэнгис из PCMag заявила, что Insaniquarium «берёт радость и беспокойство содержания аквариума и превращает [это] в суперзаряженный опыт, похожий на Тамагочи». В ретроспективном обзоре Джордан Деворе из Destructoid отметил, что Insaniquarium хорошо состарилась. Джоди Макгрегор из PC Gamer включил Insaniquarium в свой список лучших подводных игр. Он написал, что «Insaniquarium берёт бессмысленную приятность владения аквариумом и делает из неё видеоигру».
Быстро развивающийся игровой процесс был высоко оценён многими критиками. Стив Палли из GameSpot высказал мнение, что Insaniquarium — это «быстрый опыт кликанья мышкой, который на несколько порядков безумнее, чем ваш типичный аквариум в реальной жизни». Саманта Руперт из GameDaily порекомендовала Insaniquarium, написав, что игра никогда не надоедает благодаря тому, что она меняется каждые пять уровней.